# Dean Martin
Dean Martin, właśc. Dino Paul Crocetti (ur. 7 czerwca 1917 w Steubenville, Ohio, zm. 25 grudnia 1995 w Beverly Hills, Kalifornia) – amerykański piosenkarz, aktor i komik.
8 lutego 1960 otrzymał trzy własne gwiazdy w Alei Gwiazd w Los Angeles znajdujące się przy 6519 Hollywood Boulevard (film), 6651 Hollywood Blvd. (telewizja) i 1617 Vine Street (nagranie).

## Życiorys
Urodził się jako Dino Paul Crocetti w rodzinie pochodzenia włoskiego jako syn Angeli Crocetti (z domu Barra; 1897–1966) i Gaetana Alfonsa „Guya” Crocettiego (1894–1967). Miał starszego brata Williama Alfonsa (1916–1968).
Rodzina jego ojca pochodziła z miasta Montesilvano, natomiast matki z Monasterolo del Castello. W domu mówiono przede wszystkim po włosku, przez co chłopiec opanował dobrze angielski dopiero w wieku 5 lat, gdy trafił do szkoły. Przez słabą znajomość języka był w dzieciństwie prześladowany przez rówieśników. Naukę porzucił w wieku 15 lat, twierdząc iż jest mądrzejszy od swoich nauczycieli. Potem został bokserem, a następnie był krupierem. Występował w jednym z klubów w New Jersey. Na jesieni 1943 został powołany do amerykańskiego wojska, ale już po 14 miesiącach został zwolniony z powodu przepukliny.

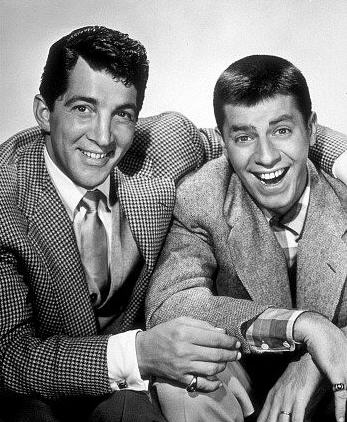
Dean Martin i Jerry Lewis

W 1946 nawiązał współpracę z komikiem Jerrym Lewisem. Wkrótce ich duet komediowy Martin i Lewis stał się przebojem nocnych klubów. Lewis stworzył postać agresywnego i brutalnego półgłówka, a Martin był zawsze leniwie uśmiechnięty i niewymuszanie czarujący. Pisano o nim złośliwie, że śpiewa ciepłym głosem w sposób „nieprzyzwoicie banalny”, i że jest tylko tłem dla popisów Lewisa. Jako piosenkarz Martin kopiował style Harry’ego Millsa (z The Mills Brothers), Binga Crosby’ego (który często śpiewał z nim w programach telewizyjnych) i Perry’ego Como, dopóki nie rozwinął własnego. Często występował wspólnie ze swoim przyjacielem Frankiem Sinatrą. Wylansował wiele znanych piosenek, w tym „Sway”, „Everybody Loves Somebody Sometimes”, „Mambo Italiano”, „One For My Babe”, „Blue Moon”, „Memories Are Made Of This”, „That’s Amore”, „Things” (duet z Nancy Sinatrą), „My Rifle, My Pony, and Me” (z filmu Rio Bravo).
W 1948 duet komediowy Martin i Lewis trafił do Hollywood i podpisał kontrakt z wytwórnią Paramount Pictures. Wystąpił z Jerrym Lewisem w 16 niskobudżetowych komediach. Pierwszą był My Friend Irma (1949), a w najlepszej z nich The Stooge (1951) Normana Tauroga zagrał rolę wodewilowego reżysera, alkoholika i egocentryka Billa Millera. Duet Martin i Lewis rozpadł się w 1956.
Próbowano z niego uczynić komediową gwiazdę, ale muzyczna komedia romantyczna Richarda Thorpe’a Dziesięć tysięcy sypialni (Ten Thousand Bedrooms, 1957), gdzie został obsadzony w roli bogatego właściciela sieci hoteli Raya Huntera, który zakochuje się w młodej Włoszce (Anna Maria Alberghetti), była klapą. Dzięki obrotnemu agentowi, udało się Martinowi uzyskać rolę Michaela Whiteacre’a w kasowym dramacie wojennym Edwarda Dmytryka Młode lwy (The Young Lions, 1958) u boku Marlona Brando. Najważniejszą rolą aktorską Martina (odrzuconą przez Montgomery’ego Clifta) był Dude, pomocnik szeryfa i nałogowy pijak, który dostaje jeszcze jedną szansę do walki z nałogiem, i powoli, dzięki przyjaciołom, odzyskuje godność w westernie Howarda Hawksa Rio Bravo (1959) u boku Johna Wayne’a i Ricky’ego Nelsona. Prasa wystawiała mu opinię alkoholika i kobieciarza. Tę opinię Martin wyśmiewał grając rolę „Dina Martini” w komedii erotycznej Billy’ego Wildera Pocałuj mnie, głuptasie (Kiss Me, Stupid, 1964) z Kim Novak. W 1973 wystąpił z zażądaniem odszkodowania w wysokości miliona dolarów od wytwórni Universal Pictures za „niewłaściwe wyliczanie wpływów z filmu” katastroficznego Henry’ego Hathawaya i George’a Seatona Port lotniczy (Airport, 1971), gdzie zagrał postać kapitana Vernona Demeresta. W jednym z odcinków serialu kryminalnego ABC Aniołki Charliego (Charlie’s Angels, 1978) – pt. „Aniołki w Vegas” („Angels in Vegas”) wystąpił jako szef kasyna Frank Howell, wytrącony z równowagi po gwałtownej śmierci swoich najbliższych przyjaciół.

## Życie prywatne
Był trzykrotnie żonaty. Miał czworo dzieci z pierwszego małżeństwa z Elizabeth Anne McDonald (1922–1989): Craiga (ur. 1942), Claudię (1944–2001), Gail (ur. 1945) oraz Deanę Martin (ur. 1948). Para pobrała się w 1940, a rozwiodła w 1949 roku. Jego drugą żoną była Jeanne Riegger (1927–2016). Małżeństwo przetrwało 23 lata i doczekało się trójki dzieci: Deana Paula (1951–1987), Ricci’ego (1953–2016) oraz Giny Martin (ur. 1956). Małżeństwo zakończyło się w 1973. W tym samym roku poślubił Catherine Mae Hawn (ur. 1947), byłą modelkę. Małżeństwo zakończyło się trzy lata później. Nie mieli własnych biologicznych dzieci, ale Martin adoptował córkę, Sashę.

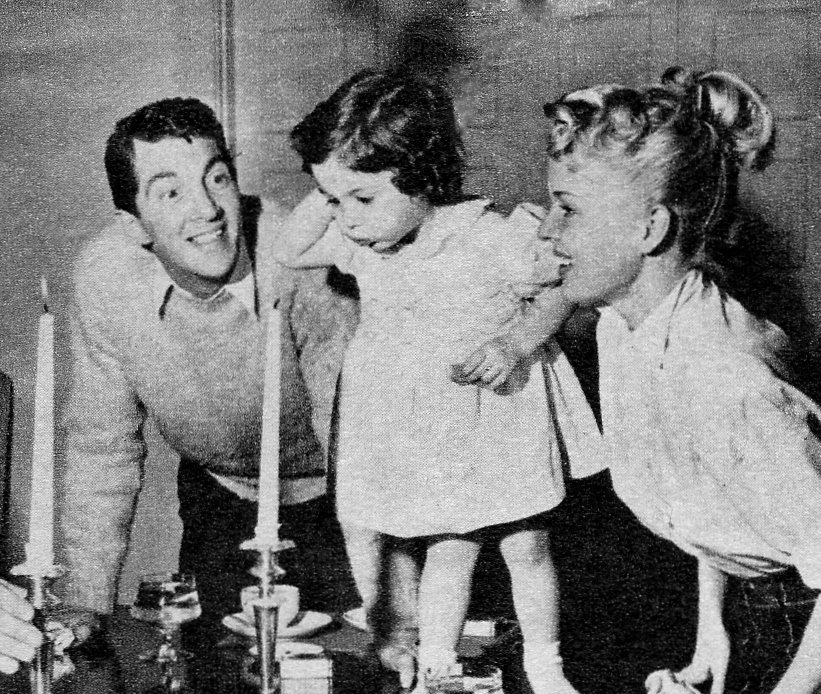
Dean Martin z córką Deaną Martin oraz żoną Jeanne

Jego syn z drugiego małżeństwa, Dean Paul Martin, zginął w katastrofie lotniczej w 1987.

### Schyłek życia i śmierć
Nigdy nie wyzdrowiał po śmierci syna. Był palaczem. 16 września 1993 zdiagnozowano u niego raka płuc. Powiedziano mu, że będzie wymagał operacji, ale odmówił leczenia. Zrezygnował z życia publicznego na początku 1995. Zmarł w wieku 78 lat na ostrą niewydolność oddechową wynikającą z rozedmy płuc bożonarodzeniowym rankiem w swoim domu w Beverly Hills. Miasto Las Vegas oddało mu cześć wygaszając wszystkie światła. Został pochowany na cmentarzu Westwood Village Memorial Park w Los Angeles.

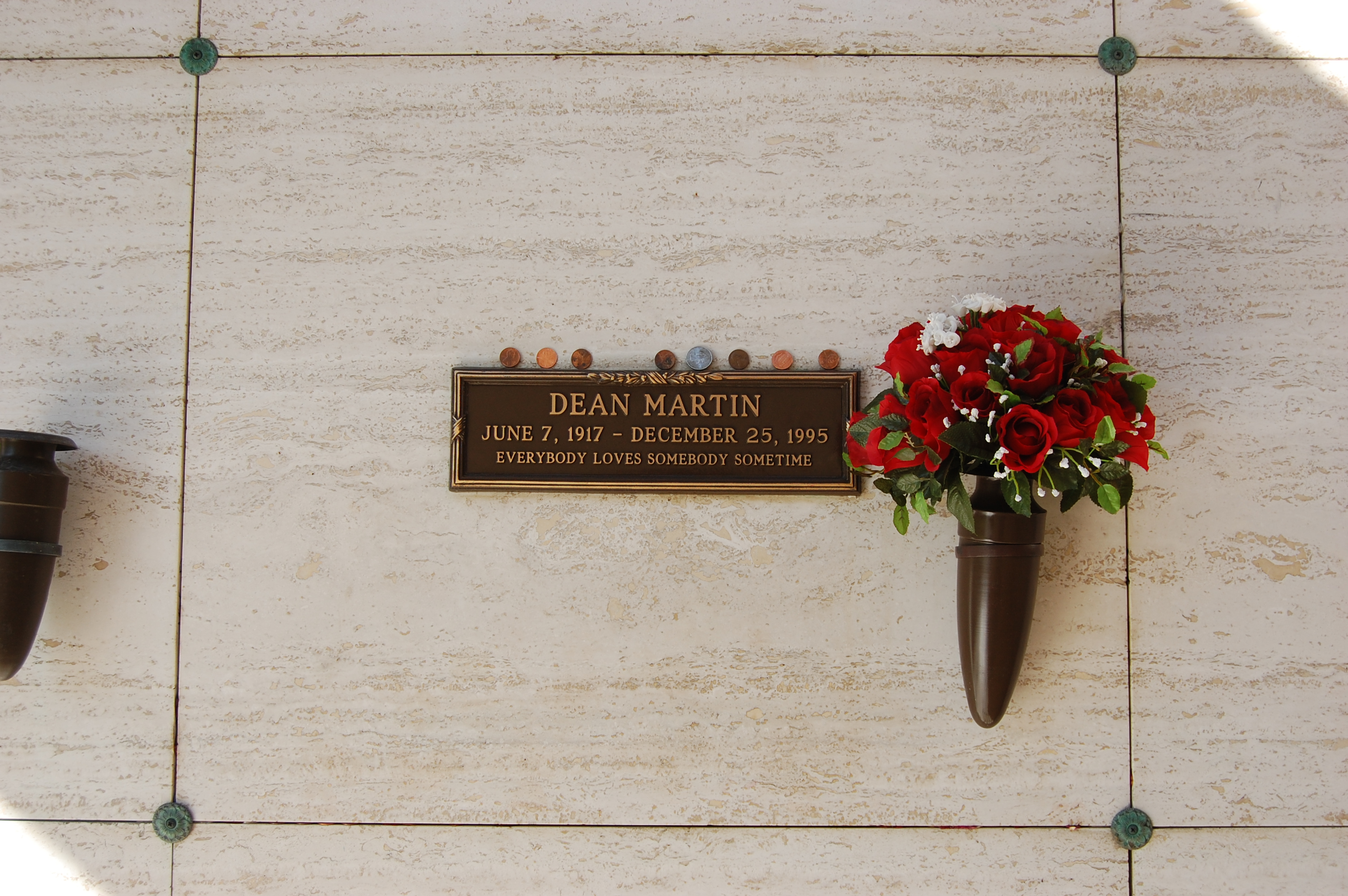
Grób Deana Martina

## Dyskografia
Poniższa lista przedstawia wyłącznie studyjne albumy piosenkarza. Jego pełna dyskografia, single, kompilacje oraz inne wydawnictwa opisane zostały w osobnym artykule.
- Dean Martin Sings (1953)
  1. „Who's Your Little Who-Zis!”
  2. „I'm Yours”
  3. „I Feel a Song Comin' On”
  4. „With My Eyes Wide Open I'm Dreaming”
  5. „Just One More Chance”
  6. „Louise”
  7. „I Feel Like a Feather in the Breeze”
  8. „A Girl Named Mary and a Boy Named Bill”
- Swingin’ Down Yonder (1955)
  1. „Carolina Moon”
  2. „Waiting for the Robert E. Lee”
  3. „When It's Sleepy Time Down South”
  4. „Mississippi Mud”
  5. „Alabamy Bound”
  6. „Dinah”
  7. „Carolina in the Morning”
  8. „Way Down Yonder in New Orleans”
  9. „Georgia on My Mind”
  10. „Just a Little Bit South of North Carolina”
  11. „Basin Street Blues”
  12. „Is It True What They Say About Dixie?”
- Pretty Baby (1957)
  1. „I Can’t Give You Anything But Love”
  2. „Only Forever”
  3. „Sleepy Time Gal”
  4. „Maybe”
  5. „I Don’t Know Why (I Just Do)”
  6. „Pretty Baby”
  7. „You’ve Got Me Crying Again”
  8. „Once in a While”
  9. „The Object of My Affection”
  10. „For You”
  11. „It’s Easy to Remember”
  12. „Nevertheless (I’m in Love with You)”
- Sleep Warm (1959) – wraz z orkiestrą pod dyrekcją Franka Sinatry
  1. „Sleep Warm”
  2. „Hit the Road to Dreamland”
  3. „Dream”
  4. „Cuddle Up a Little Closer”
  5. „Sleepy Time Gal”
  6. „Good Night Sweetheart”
  7. „All I Do Is Dream of You”
  8. „Let's Put Out the Lights (And Go To Sleep)”
  9. „Dream a Little Dream of Me”
  10. „Wrap Your Trouble in Dreams (And Dream Your Troubles Away)”
  11. „Goodnight, My Love”
  12. „Brahms' Lullaby”
- A Winter Romance (1959)
  1. „A Winter Romance”
  2. „Let It Snow! Let It Snow! Let It Snow!”
  3. „The Things We Did Last Summer”
  4. „I've Got My Love To Keep Me Warm”
  5. „June In January”
  6. „Canadian Sunset”
  7. „Winter Wonderland”
  8. „Out In The Cold Again”
  9. „Baby, It's Cold Outside”
  10. „Rudolph, The Red-Nosed Reindeer”
  11. „White Christmas”
  12. „It Won't Cool Off”
- This Time I’m Swingin’! (1960)
  1. „I Can't Believe That You're In Love With Me”
  2. „True Love”
  3. „You're Nobody 'Til Somebody Loves You”
  4. „On The Street Where You Live”
  5. „Imagination”
  6. „(It Will Have to Do) Until The Real Thing Comes Along”
  7. „Please Don't Talk About Me When I'm Gone”
  8. „I've Grown Accustomed To Her Face”
  9. „Someday (You'll Want Me to Want You)”
  10. „Mean To Me”
  11. „Heaven Can Wait”
  12. „Just In Time”
- Dino: Italian Love Songs (1962)
  1. „Just Say I Love Her (Dicitencello Vuie)”
  2. „Arrivederci Roma”
  3. „My Heart Reminds Me”
  4. „You’re Breaking My Heart (Mattinata)”
  5. „Non Dimenticar (Don’t Forget)”
  6. „Return To Me (Ritorna A Me)”
  7. „Vieni Su”
  8. „On An Evening In Roma (Sotter Celo De Roma)”
  9. „Pardon (Perdoname)”
  10. „Take Me In Your Arms (Torna A Surriento)”
  11. „I Have But One Heart (O Marenariello)”
  12. „There’s No Tomorrow (O Sole Mio)”
- French Style (1962)
  1. „C'est si bon”
  2. „April in Paris”
  3. „Mimi”
  4. „Darling, Je Vous Aime Beaucoup”
  5. „La Vie en rose”
  6. „The Poor People of Paris”
  7. „The River Seine”
  8. „The Last Time I Saw Paris”
  9. „Mam'selle”
  10. „C'est Magnifique”
  11. „Gigi”
  12. „I Love Paris”
- Cha Cha de Amor (1962)
  1. „Somebody Loves You”
  2. „My One And Only Love”
  3. „Love (Your Spell Is Everywhere)”
  4. „I Wish You Love”
  5. „Cha Cha Cha D'Amour (Melodie D'Amour)”
  6. „A Hundred Years From Today”
  7. „I Love You Much Too Much”
  8. „(I Love You) For Sentimental Reasons”
  9. „Let Me Love You Tonight”
  10. „Amor”
  11. „Two Loves Have I”
  12. „If Love Is Good To Me”
- Dino Latino (1962)
  1. „(Alla En) El Rancho Grande”
  2. „Manana (Is Soon Enough for Me)”
  3. „Tangerine”
  4. „South Of The Border”
  5. „In A Little Spanish Town”
  6. „What A Diff’rence A Day Mad”
  7. „Magic Is The Moonlight”
  8. „Always In My Heart”
  9. „Besame Mucho”
  10. „La Paloma”
- Dean „Tex” Martin: Country Style (1963)
  1. „I'm So Lonesome I Could Cry”
  2. „Face in a Crowd”
  3. „Things”
  4. „Room Full of Roses”
  5. „I Walk the Line”
  6. „My Heart Cries for You”
  7. „Anytime”
  8. „Shutters and Boards”
  9. „Blue Blue Day”
  10. „Singing the Blues”
  11. „Hey, Good Lookin'”
  12. „Ain't Gonna Try Anymore”
- Dean „Tex” Martin Rides Again (1963)
  1. „I’m Gonna Change Everything”
  2. „Candy Kisses”
  3. „Rockin’ Alone (In an Old Rockin’ Chair)”
  4. „Just a Little Lovin’ (Will Go a Long Way)”
  5. „I Can’t Help It (If I’m Still in Love with You)”
  6. „My Sugar’s Gone”
  7. „Corrine, Corrina”
  8. „Take Good Care of Her”
  9. „The Middle of the Night Is My Cryin’ Time”
  10. „From Lover to Loser”
  11. „Bouquet of Roses”
  12. „Second Hand Rose (Second Hand Heart)”
- Reprise Musical Repertory Theatre (1963) – zestaw 4 albumów, w tym 3 albumy z udziałem Deana
  - Finian's Rainbow
    1. „Overture”
    2. „This Time of the Year” (The Hi-Lo's)
    3. „How Are Things in Glocca Morra?” (Rosemary Clooney)
    4. „If This Isn't Love” (Martin i The Hi-Lo's)
    5. „Look to the Rainbow” (Rosemary Clooney)
    6. „Something Sort of Grandish” (Bing Crosby i Debbie Reynolds)
    7. „Old Devil Moon” (Frank Sinatra)
    8. „Necessity” (Sammy Davis Jr.)
    9. „When I'm Not Near the Girl I Love” (Frank Sinatra)
    10. „When the Idle Poor Become the Idle Rich” (Lou Monte i Mary Kaye Trio)
    11. „The Begat” (The McGuire Sisters)
    12. „How Are Things in Glocca Morra?” (Clark Dennis)
    13. „The Great Come-And-Get It Day” (Sammy Davis Jr.)

  - Kiss Me, Kate
    1. „Overture”
    2. „Another Op'nin', Another Show” (The Hi-Lo's)
    3. „Why Can't You Behave?” (Jo Stafford)
    4. „We Open in Venice” (Martin, Sammy Davis Jr. i Frank Sinatra)
    5. „So in Love” (Johnny Prophet)
    6. „I Hate Men” (Phyllis McGuire)
    7. „Too Darn Hot” (Sammy Davis Jr.)
    8. „Were Thine That Special Face” (Johnny Prophet)
    9. „Where Is the Life That Late I Led?” (Lou Monte)
    10. „Wunderbar” (Dinah Shore i Johnny Prophet)
    11. „Always True to You in My Fashion” (Keely Smith)
    12. „Bianca” (Martin)
    13. „So in Love” (Keely Smith i Frank Sinatra)

  - Guys and Dolls
    1. „Overture”
    2. „Fugue for Tinhorns” (Bing Crosby, Martin, Frank Sinatra)
    3. „I'll Know” (Jo Stafford)
    4. „The Oldest Established (Permanent Floating Crap Game in New York)” (Bing Crosby, Martin, Frank Sinatra)
    5. „A Bushel and a Peck” (The McGuire Sisters)
    6. „Guys and Dolls” (Martin i Frank Sinatra)
    7. „If I Were a Bell” (Dinah Shore)
    8. „I've Never Been in Love Before” (Frank Sinatra)
    9. „Take Back Your Mink” (Debbie Reynolds)
    10. „More I Cannot Wish You” (Clark Dennis)
    11. „Adelaide's Lament” (Debbie Reynolds)
    12. „Luck Be a Lady” (Frank Sinatra)
    13. „Sue Me” (Debbie Reynolds i Allan Sherman)
    14. „Sit Down, You're Rockin' the Boat” (Sammy Davis Jr.)
    15. „Guys and Dolls” (Martin i Frank Sinatra)

- Robin and the 7 Hoods: Original Score From The Motion Picture Musical Comedy (1964) – z Bingiem Crosbym, Frankiem Sinatrą, Sammym Davisem Jr. oraz Peterem Falkiem
  1. „Overture”
  2. „My Kind of Town” (Sinatra)
  3. „All for One and One for All” (Falk i chór)
  4. „Don't Be a Do-Badder” (Crosby)
  5. „Any Man Who Loves His Mother” (Martin)
  6. „Style” (Crosby, Martin, Sinatra)
  7. „Mister Booze” (Crosby, Davis Jr., Martin, Sinatra i chór)
  8. „I Like to Lead When I Dance” (Sinatra)
  9. „Bang! Bang!” (Davis Jr.)
  10. „Charlotte Couldn't Charleston” (chór)
  11. „Give Praise! Give Praise! Give Praise!” (chór)
  12. „Don't Be a Do-Badder (Finale)” (Crosby, Davis Jr., Martin, Sinatra)
- Dream with Dean (1964)
  1. „I'm Confessin' (That I Love You)”
  2. „Fools Rush In (Where Angels Fear to Tread)”
  3. „I'll Buy That Dream”
  4. „If You Were the Only Girl (In the World)”
  5. „Blue Moon”
  6. „Everybody Loves Somebody”
  7. „I Don't Know Why (I Just Do)”
  8. „Gimme a Little Kiss, Will Ya, Huh?”
  9. „Hands Across the Table”
  10. „Smile”
  11. „My Melancholy Baby”
  12. „Baby Won't You Please Come Home”
- The Door Is Still Open to My Heart (1964)
  1. „The Door Is Still Open To My Heart”
  2. „We’ll Sing In The Sunshine”
  3. „I’m Gonna Change Everything”
  4. „The Middle Of The Night Is My Cryin’ Time”
  5. „Every Minute Every Hour”
  6. „Clinging Vine”
  7. „The Misty Moonlight”
  8. „Always Together”
  9. „My Sugar’s Gone”
  10. „You’re Nobody 'Til Somebody Loves”
  11. „Take Me”
  12. „So Long Baby”
- Dean Martin Hits Again (1965)
  1. „You're Nobody 'Til Somebody Loves You”
  2. „I'll Hold You In My Heart”
  3. „Have A Heart”
  4. „My Heart Is An Open Book”
  5. „You'll Always Be The One I Love”
  6. „Send Me The Pillow You Dream On”
  7. „In The Chapel In The Moonlight”
  8. „Send Me Some Lovin'”
  9. „Wedding Bells”
  10. „I'll Be Seeing You”
- (Remember Me) I’m the One Who Loves You (1965)
  1. „(Remember Me) I’m the One Who Loves You”
  2. „King Of The Road”
  3. „Welcome To My World”
  4. „My Shoes Keep Walking Back To You”
  5. „Born To Lose”
  6. „The Birds And The Bees”
  7. „Walk On By”
  8. „Red Roses For A Blue Lady”
  9. „Take These Chains From My Heart”
  10. „Here Comes My Baby”
  11. „I Don't Think You Love Me Anymore”
  12. „Bumming Around”
- Houston (1965)
  1. „Houston”
  2. „The First Thing Ev’ry Morning (And the Last Thing Ev’ry Night)”
  3. „Hammer and Nails”
  4. „Little Lovely One”
  5. „Love, Love, Love”
  6. „Down Home”
  7. „I Will”
  8. „Snap Your Fingers”
  9. „Everybody But Me”
  10. „Old Yellow Line”
  11. „Detour”
  12. „You’re the Reason I’m in Love”
- Somewhere There’s a Someone (1966)
  1. „Somewhere There's A Someone”
  2. „Any Time”
  3. „Blue Blue Day”
  4. „I'm So Lonesome I Could Cry”
  5. „Candy Kisses”
  6. „I Can't Help It”
  7. „That Old Clock On The Wall”
  8. „Bouquet Of Roses”
  9. „I Walk The Line”
  10. „Just A Little Lovin'”
  11. „Room Full Of Roses”
  12. „Second Hand Rose (Second Hand Heart)”
- Dean Martin Sings Songs from „The Silencers” (1966)
  1. „The Glory of Love”
  2. „Empty Saddles”
  3. „Lovey Kravezit”
  4. „The Last Round-Up”
  5. „Anniversary Song”
  6. „Side by Side”
  7. „South of the Border”
  8. „Red Sails in the Sunset”
  9. „Lord, You Made the Night Too Long”
  10. „If You Knew Susie (Like I Know Susie)”
  11. „On the Sunny Side of the Street”
  12. „The Silencers”
- The Hit Sound of Dean Martin (1966)
  1. „A Million And One”
  2. „Don’t Let The Blues Make You Bad”
  3. „Any Time”
  4. „One Lonely Boy”
  5. „I’m Living In Two Worlds”
  6. „Come Running Back”
  7. „Shades”
  8. „Today Is Not The Day”
  9. „Terrible, Tangled Web”
  10. „Nobody But A Fool”
  11. „Ain’t Gonna Try Anymore”
- The Dean Martin Christmas Album (1966)
  1. „White Christmas”
  2. „Jingle Bells”
  3. „I'll Be Home For Christmas”
  4. „Blue Christmas”
  5. „Let It Snow! Let It Snow! Let It Snow!”
  6. „Marshmallow World”
  7. „Silver Bells”
  8. „Winter Wonderland”
  9. „The Things We Did Last Summer”
  10. „Silent Night”
- The Dean Martin TV Show (1966)
  1. „If I Had You”
  2. „What Can I Say After I Say I'm Sorry?”
  3. „The One I Love (Belongs to Somebody Else)”
  4. „S'posin'”
  5. „It's the Talk of the Town”
  6. „Baby Won't You Please Come Home”
  7. „I've Grown Accustomed to Her Face”
  8. „Just Friends”
  9. „The Things We Did Last Summer”
  10. „Home”
- Happiness Is Dean Martin (1967)
  1. „Lay Some Happiness On Me”
  2. „Think About Me”
  3. „I'm Not The Marrying Kind”
  4. „If I Ever Get Back To Georgia”
  5. „It Just Happened That Way”
  6. „Let The Good Times In”
  7. „You've Still Got A Place In My Heart”
  8. „Sweet, Sweet Lovable You”
  9. „He's Got You”
  10. „Thirty More Miles To San Diego”
  11. „Nobody's Baby Again”
- Welcome to My World (1967)
  1. „In the Chapel in the Moonlight”
  2. „Release Me (And Let Me Love Again)”
  3. „I Can't Help Remembering You”
  4. „Turn to Me”
  5. „Wallpaper Roses”
  6. „Little Ole Wine Drinker Me”
  7. „Green, Green Grass of Home”
  8. „The Place in the Shade”
  9. „Pride”
  10. „Welcome to My World”
- Gentle on My Mind (1968)
  1. „Not Enough Indians”
  2. „That Old Time Feelin'”
  3. „Honey”
  4. „Welcome to My Heart”
  5. „By the Time I Get to Phoenix”
  6. „Gentle on My Mind”
  7. „That's When I See the Blues (In Your Pretty Brown Eyes)”
  8. „Rainbows Are Back in Style”
  9. „Drowning in My Tears”
  10. „April Again”
- I Take a Lot of Pride in What I Am (1969)
  1. „I Take A Lot Of Pride In What I Am”
  2. „Make It Rain”
  3. „Where The Blue And Lonely Go”
  4. „If You Ever Get Around To Loving Me”
  5. „Do You Believe This Town”
  6. „One Cup Of Happiness (and One Piece of Mind)”
  7. „Sun Is Shining”
  8. „Sneaky Little Side Of Me”
  9. „Crying Time”
  10. „Little Green Apples”
- My Woman, My Woman, My Wife (1970)
  1. „My Woman, My Woman, My Wife”
  2. „Once A Day”
  3. „Here We Go Again”
  4. „Make The World Go Away”
  5. „The Tips Of My Fingers”
  6. „Detroit City”
  7. „Together Again”
  8. „Heart Over Mind”
  9. „Turn The World Around”
  10. „It Keeps Right On-A-Hurtin'”
- For the Good Times (1971)
  1. „For The Good Times”
  2. „Marry Me”
  3. „Georgia Sunshine”
  4. „Invisible Tears”
  5. „Raindrops Keep Fallin' On My Head”
  6. „A Perfect Mountain”
  7. „Raining In My Heart”
  8. „She's A Little Bit Country”
  9. „For Once In My Life”
  10. „Sweetheart”
- Dino (1972)
  1. „What's Yesterday”
  2. „The Small Exception Of Me”
  3. „Just The Other Side Of Nowhere”
  4. „Blue Memories”
  5. „Guess Who”
  6. „Party Dolls And Wine”
  7. „I Don't Know What I'm Doing”
  8. „I Can Give You What You Want Now”
  9. „The Right Kind Of Woman”
  10. „Kiss The World Goodbye”
- Sittin’ on Top of the World (1973)
  1. „I'm Sittin' On Top Of The World”
  2. „I Wonder Who's Kissing Her Now”
  3. „Smile”
  4. „Ramblin' Rose”
  5. „Almost Like Being In Love”
  6. „It's A Good Day”
  7. „At Sundown”
  8. „When The Red, Red Robin Comes Bob, Bob, Bobbin' Along”
  9. „You Made Me Love You ( I Didn't Want To Do It)”
  10. „I'm Forever Blowing Bubbles”
- You’re the Best Thing That Ever Happened to Me (1973)
  1. „Free To Carry On”
  2. „You're The Best Thing That Ever Happened To Me”
  3. „I'm Confessin' (That I Love You)”
  4. „Amor Mio”
  5. „You Better Move On”
  6. „Tie A Yellow Ribbon ('Round The Old Oak Tree)”
  7. „Baby Won't You Please Come On”
  8. „I Don't Know Why”
  9. „Gimme A Little Kiss (Will Ya, Huh!)”
  10. „Get On With Your Livin'”
- Once in a While (1978)
  1. „Twilight On The Trail”
  2. „Love My Neighbor”
  3. „Without A Word Of Warning”
  4. „That Old Gang Of Mine”
  5. „The Day You Came Along”
  6. „It's Magic”
  7. „If I Had You”
  8. „Only Forever”
  9. „I Cried For You”
  10. „Once In A While”
- The Nashville Sessions (1983)
  1. „Old Bones”
  2. „Everybody's Had The Blues” (z Merle Haggardem)
  3. „Don't Give Up On Me”
  4. „In Love Up To My Heart”
  5. „Shoulder To Shoulder”
  6. „Since I Met You Baby ”
  7. „My First Country Song” (z Conway'em Twitty)
  8. „Drinking Champagne”
  9. „Hangin' Around”
  10. „Love Put A Song In My Heart”

## Nagrody
| Rok  | Nagroda                         | Kategoria                                                  | Tytuł                       |
| ---- | ------------------------------- | ---------------------------------------------------------- | --------------------------- |
| 1967 | Nagroda Akademii Muzyki Country | Człowiek roku                                              | –                           |
| 1967 | Złoty Glob                      | Najlepsza męska gwiazda telewizyjna                        | The Dean Martin Show (1966) |
| 2009 | Nagroda Grammy                  | Całokształt twórczości (Grammy Lifetime Achievement Award) | –                           |